# Yeosu Airport
Yeosu Airport är en flygplats i Sydkorea. Den ligger i den södra delen av landet, 300 km söder om huvudstaden Seoul. Yeosu Airport ligger 16 meter över havet.
Terrängen runt Yeosu Airport är huvudsakligen kuperad, men åt nordost är den platt. Havet är nära Yeosu Airport åt nordost.  Närmaste större samhälle är Yeosu, 9,9 km söder om Yeosu Airport. Trakten runt Yeosu Airport består till största delen av jordbruksmark.